# Gare de Tielen
La gare de Tielen (en néerlandais : station Tielen) est une halte ferroviaire belge de la ligne 29, d'Aarschot à Tilbourg (Pays-Bas), située à Tielen, sur la commune de Kasterlee dans la province d'Anvers en Région flamande.
C'est un point d'arrêt non géré (PANG) de la Société nationale des chemins de fer belges (SNCB) desservie par des trains InterCity (IC) (et Touristiques (ICT) durant les vacances d'été).

## Histoire
La ligne de Lierre à Turnhout via Herentals, est mise en service le 23 avril 1855 par la Société anonyme du chemin de fer de Turnhout, qui en confie immédiatement l'exploitation à la Société anonyme des chemins de fer d'Anvers à Rotterdam, qui est intégrée au Grand Central Belge en 1863. En 1867, cette compagnie prolonge la ligne au-delà de la frontière hollandaise, vers Turnhout. 
Le premier bâtiment de la gare est remplacé en 1890-1891 par un bâtiment type 1881, plus spacieux ; l'ancien bâtiment devient alors le magasin pour les colis et disparait après la Seconde Guerr emondiale.
Au lendemain de la guerre, la faiblesse du trafic des voyageurs conduit la SNCB à reporter sur la route le transport des voyageurs à partir du 31 mai 1959. La ligne reste utilisée pour le transport des marchandises et pour la desserte du camp militaire de l'OTAN. 
Grâce à la mobilisation des habitants et de la ville de Turnhout, les trains de voyageurs réapparaissent le 31 mai 1971 avec quelques trains le matin et le soir. La gare de Tielen est rouverte, mais en tant que simple point d'arrêt, tandis que le bâtiment reste inoccupé (il sera plus tard vendu). Cet embryon de desserte est étendu à un train par heure en 1976. 
La ligne sera électrifiée de Turnhout à Herentals entre 1983 et 1984. La mise en service des trains électriques sur la ligne alla de pair avec l'instauration du plan IC-IR.

## Service des voyageurs

### Accueil
Halte SNCB, c'est un point d'arrêt non géré (PANG) à entrée libre. L'achat des billets s'effectue par un automate de vente et la traversée des voies s'effectue par un tunnel sous voies.

### Desserte
Tielen est desservie par des trains InterCity (IC) et Touristiques (ICT) de la SNCB circulant sur la ligne commerciale 15 : Anvers - Lierre - Mol - Hasselt (voir brochure SNCB de la ligne 15).
En semaine, la desserte est constituée de deux trains IC par heure : des trains IC-11 effectuant le trajet Binche - La Louvière-Sud - Braine-le-Comte - Bruxelles-Midi - Malines - Turnhout ; des trains IC-30 effectuant le trajet Turnhout - Herentals - Lierre - Anvers-Central. Les Week-end et jours fériés, la desserte est uniquement constituée de trains IC-30, circulant comme en semaine. Durant les vacances d'été, un train ICT relie sept jours sur sept Neerpelt à Blankenberge, le matin, et effectue le trajet inverse en fin d'après-midi. Il permet également d'atteindre Malines, Termonde, Gand et Bruges.

## Comptage voyageurs
Ce graphique et tableau montre le nombre de voyageurs embarquant en moyenne durant la semaine, le samedi et le dimanche.
| Nombre de passagers qui embarquent à la gare de Tielen | Nombre de passagers qui embarquent à la gare de Tielen | Nombre de passagers qui embarquent à la gare de Tielen | Nombre de passagers qui embarquent à la gare de Tielen |
|                                                        | Semaine                                                | Samedi                                                 | Dimanche                                               |
| ------------------------------------------------------ | ------------------------------------------------------ | ------------------------------------------------------ | ------------------------------------------------------ |
| 1977                                                   | 166                                                    | 37                                                     | -                                                      |
| 1978                                                   | 224                                                    | 34                                                     | 47                                                     |
| 1979                                                   | 208                                                    | 66                                                     | 32                                                     |
| 1980                                                   | 232                                                    | 57                                                     | 74                                                     |
| 1981                                                   | 203                                                    | 95                                                     | 36                                                     |
| 1982                                                   | 242                                                    | 16                                                     | 12                                                     |
| 1983                                                   | 150                                                    | 8                                                      | 15                                                     |
| 1984                                                   | 251                                                    | 59                                                     | 39                                                     |
| 1985                                                   | 220                                                    | 78                                                     | 96                                                     |
| 1986                                                   | 233                                                    | 79                                                     | 71                                                     |
| 1987                                                   | 263                                                    | 111                                                    | 78                                                     |
| 1988                                                   | 187                                                    | 85                                                     | 127                                                    |
| 1989                                                   | 241                                                    | 108                                                    | 78                                                     |
| 1990                                                   | 261                                                    | 123                                                    | 90                                                     |
| 1991                                                   | 294                                                    | 119                                                    | 100                                                    |
| 1992                                                   | 264                                                    | 122                                                    | 107                                                    |
| 1993                                                   | 343                                                    | 131                                                    | 188                                                    |
| 1994                                                   | 322                                                    | 129                                                    | 162                                                    |
| 1995                                                   | 281                                                    | 140                                                    | 156                                                    |
| 1996                                                   | 292                                                    | 139                                                    | -                                                      |
| 1997                                                   | 340                                                    | 136                                                    | -                                                      |
| 1998                                                   | 328                                                    | 127                                                    | 158                                                    |
| 1999                                                   | 321                                                    | 120                                                    | 120                                                    |
| 2000                                                   | 430                                                    | 137                                                    | 140                                                    |
| 2001                                                   | 481                                                    | 158                                                    | 194                                                    |
| 2002                                                   | 375                                                    | 125                                                    | 164                                                    |
| 2003                                                   | 435                                                    | 135                                                    | 158                                                    |
| 2004                                                   | 460                                                    | 130                                                    | 184                                                    |
| 2005                                                   | 442                                                    | 164                                                    | 206                                                    |
| 2006                                                   | 458                                                    | 120                                                    | 202                                                    |
| 2007                                                   | 469                                                    | 107                                                    | 142                                                    |
| 2008                                                   | -                                                      | -                                                      | -                                                      |
| 2009                                                   | 554                                                    | 116                                                    | 143                                                    |
| 2010                                                   | -                                                      | -                                                      | -                                                      |
| 2011                                                   | -                                                      | -                                                      | -                                                      |
| 2012                                                   | 668                                                    | 219                                                    | 172                                                    |
| 2013                                                   | 691                                                    | 169                                                    | 279                                                    |
| 2014                                                   | 672                                                    | 194                                                    | 184                                                    |
| 2015                                                   | 713                                                    | 164                                                    | 172                                                    |
| 2016                                                   | 774                                                    | 166                                                    | 190                                                    |
| 2017                                                   | 739                                                    | 176                                                    | 252                                                    |
| 2018                                                   | 698                                                    | 182                                                    | 261                                                    |
| 2019                                                   | 675                                                    | 327                                                    | 441                                                    |
| 2020                                                   | 418                                                    | 158                                                    | 238                                                    |
| 2021                                                   | -                                                      | -                                                      | -                                                      |
| 2022                                                   | 545                                                    | 249                                                    | 369                                                    |
| 2023                                                   | 498                                                    | 36                                                     | 51                                                     |
| 2024                                                   | 655                                                    | 255                                                    | 263                                                    |

## Patrimoine ferroviaire
Le second bâtiment de la gare, de plan type 1881, date de 1890-1891. Il est désaffecté après 1959 puis vendu en 1985 et restauré en habitation. Son rez-de-chaussée a servi d'agence bancaire et abrite désormais un bar au rez-de-chaussée où se trouvait autrefois la salle des guichets et des colis. Ses façades arborent à nouveau le nom de la gare avec l'orthographe d'origine « Thielen ».
Le premier bâtiment était une construction plus étroite et plus basse, possiblement du même type que celui de la gare de Lichtaart, qui a été agrandi en 1871. Après l'édification du nouveau bâtiment, il a été transformé en magasin pour les colis et petites marchandises en remplacement de celui d'origine — les photographies où figure ce bâtiment, adjacent à l'aile des voyageurs de la nouvelle gare, montrent une construction de trois travées à étage, sans ailes — encore visible en 1947, il a par la suite disparu.

Galerie de photographies
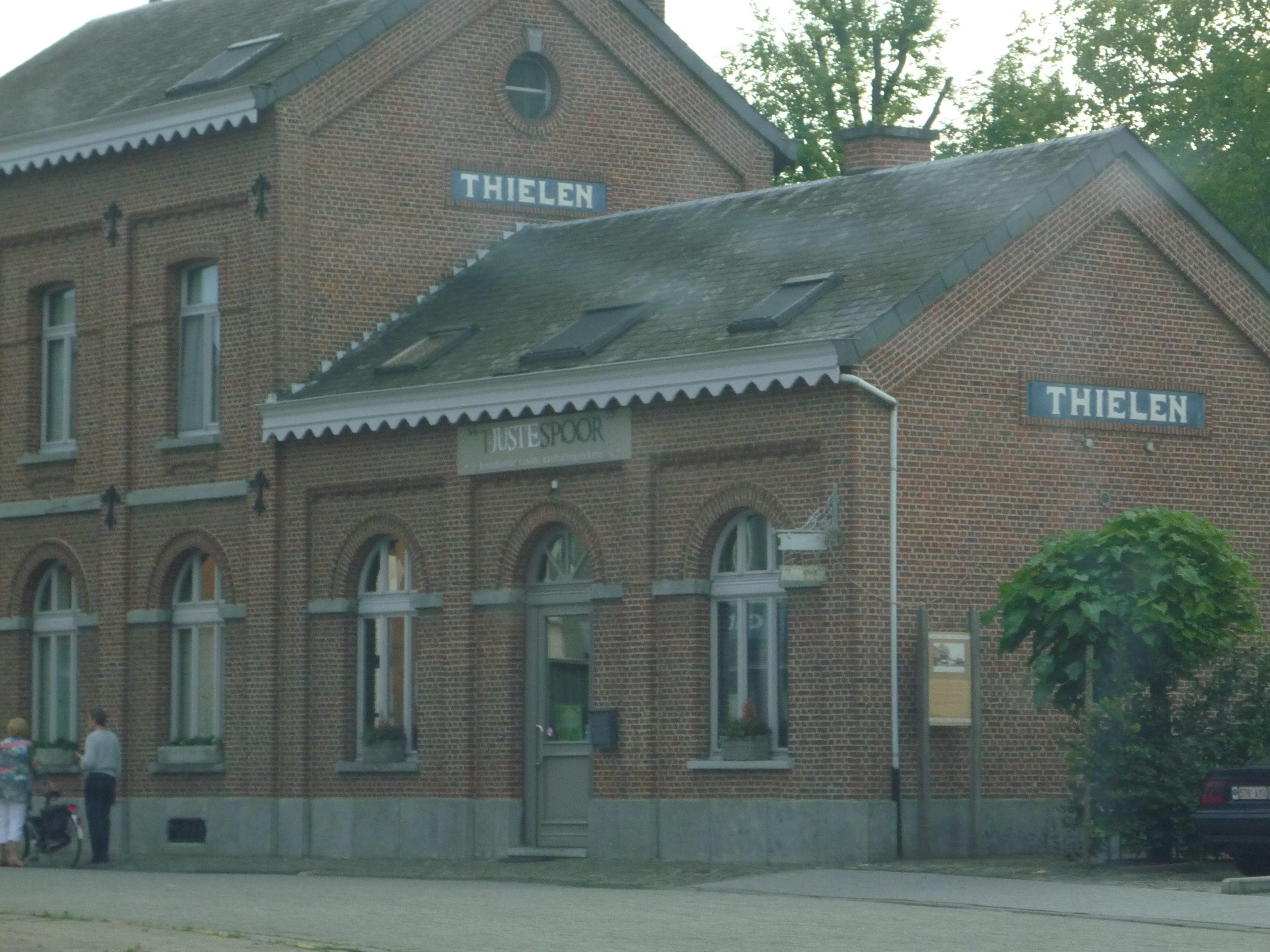
L'ancien bâtiment de la gare, reconverti en bar.
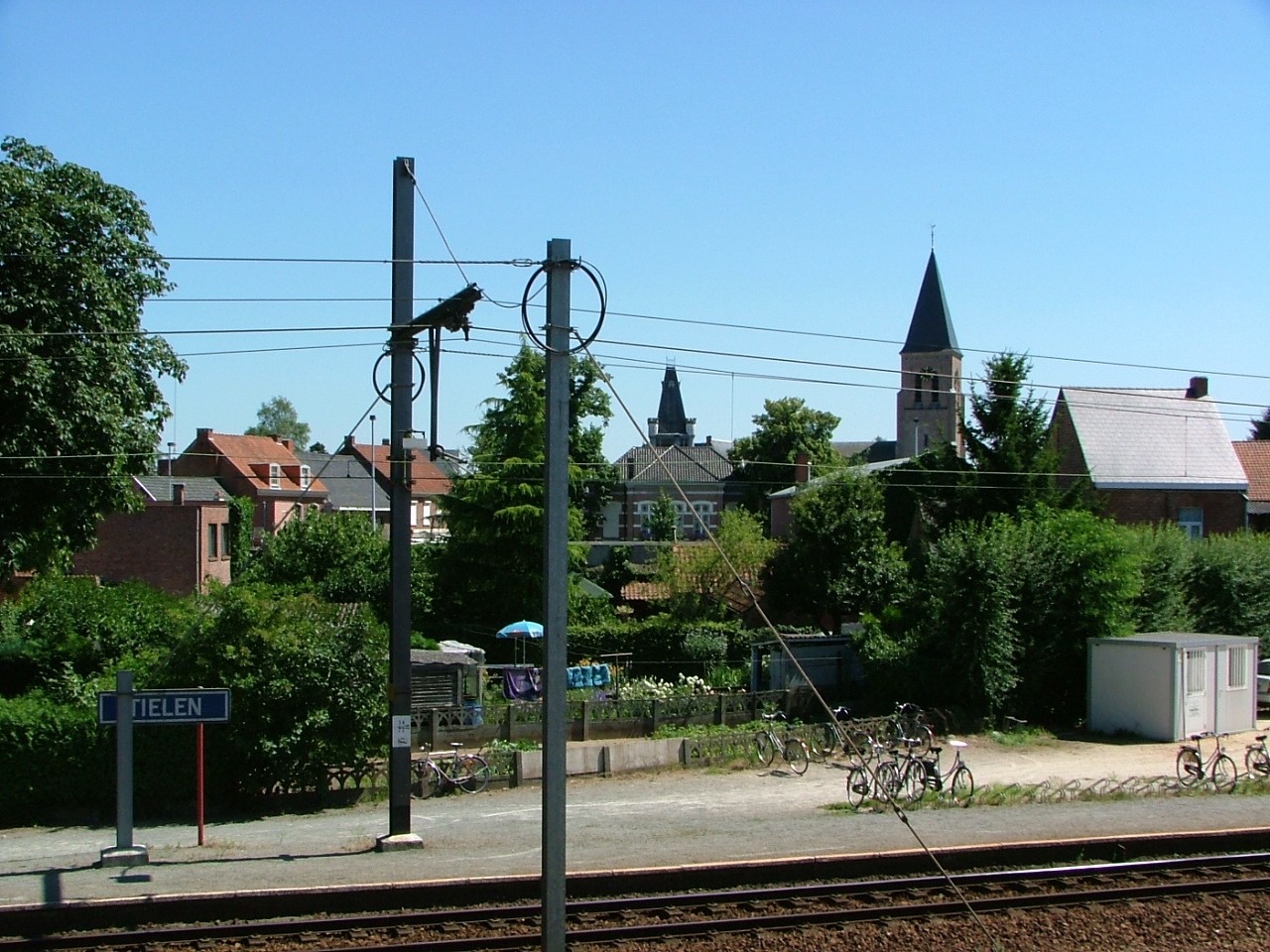
Quais de la halte.
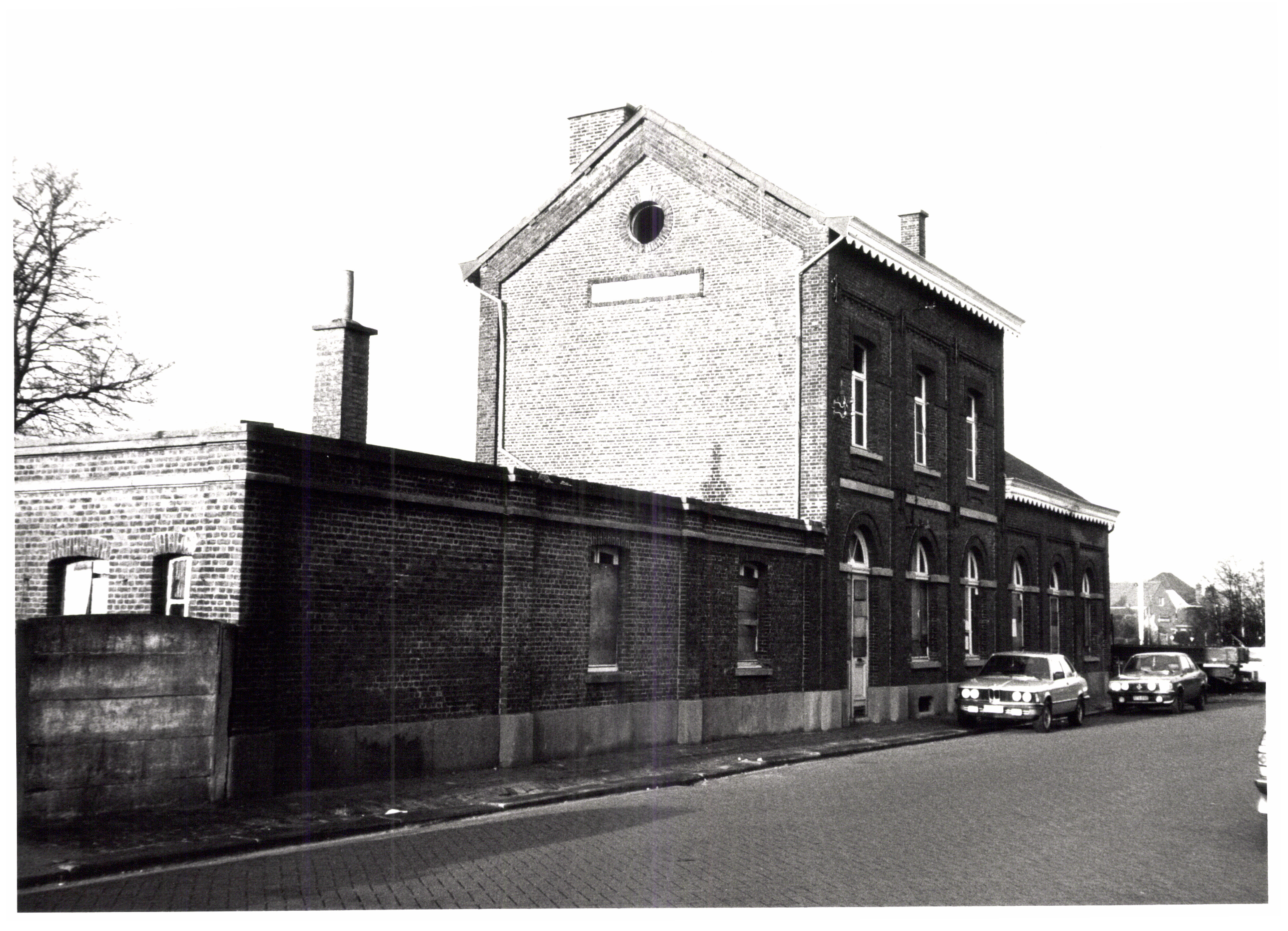
Bâtiment alors en ruine.
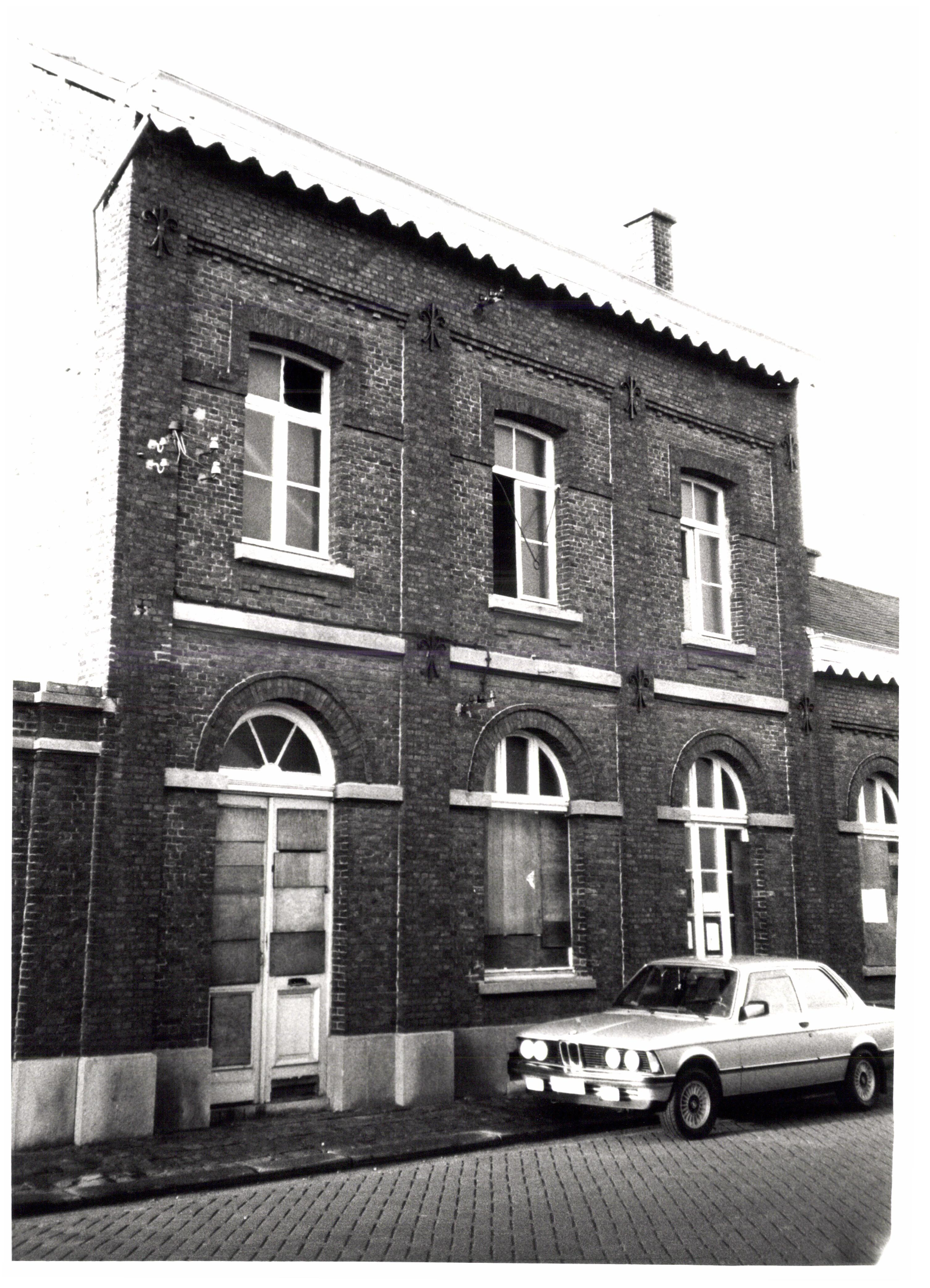
Détail.